# Ковжижа (река)
Ковжижа (укр. Ковжижа) — левый приток реки Ворскла, протекающий по Котелевскому району Полтавской области Украины.

## География
Длина — 18 км. Река течёт в западном направлении. Река берёт начало в балке Курманова, что восточнее села Ковжижа (Котелевский район). Впадает в реку Ворскла западнее села Матвеевка (Котелевский район).
Долина неглубокая, в приустьевой части сливается с долиной Ворсклы. Русло умеренно-извилистое. На реке есть несколько прудов. Русло реки пересыхает в летний период. В пойме реки присутствуют очагами заболоченные участки с тростниковой и луговой растительностью. Приустьевый участок реки проходит по Диканьскому региональному ландшафтному парку.
Крупных притоков нет.

## Населённые пункты
Населённые пункты на реке от истока к устью: Ковжижа, Милорадово, Чоботари, Глобовка.